# Étoile Filante de Ouagadougou
L'Étoile Filante de Ouagadougou è la più prestigiosa società calcistica del Burkina Faso.
Fondata nel 1955, ha vinto più volte sia lo scudetto che le coppe nazionali.
Il suo presidente è Kassoum Ouedraogo, stella della Nazionale di calcio del Burkina Faso nella Coppa d'Africa del 1998. Tra le file della squadra militano diversi giocatori della nazionale.
I colori della squadra sono blu e bianco.

## Palmarès

### Competizioni nazionali
- Campionato del Burkina Faso: 13

1962, 1965, 1985, 1986, 1988, 1990, 1991, 1992, 1993, 1994, 2001, 2008, 2013-2014
- Coppa del Burkina Faso: 23

1963, 1964, 1965, 1970, 1972 (attribuzione incerta),1975, 1976, 1985 (attribuzione incerta), 1988, 1990, 1991, 1992, 1993, 1996, 1999, 2000, 2001, 2003, 2006, 2008, 2011, 2017, 2023

### Altri piazzamenti
- Campionato del Burkina Faso:

Secondo posto: 2014-2015, 2016-2017